# Salsk
Salsk (tiếng Nga: Сальск) là một thành phố Nga. Thành phố này thuộc chủ thể Rostov Oblast, thành phố là trung tâm hành chính huyện Salsky. Thành phố nằm bên sông Sredny Yegorlyk. Thành phố có dân số 61.775 người (theo điều tra dân số năm 2002). Đây là thành phố lớn thứ 266 của Nga theo dân số năm 2002. Dân số qua các thời kỳ: 61,312 (Điều tra dân số 2010); 61,775 (Điều tra dân số 2002); 61,088 (Điều tra dân số năm 1989).